# Smeg
Smeg (acronimo di Smalterie Metallurgiche Emiliane Guastalla) è un’azienda multinazionale italiana produttrice di elettrodomestici con sede a Guastalla, in provincia di Reggio Emilia.

## Storia
La società fu fondata nel 1948 da Vittorio Bertazzoni come azienda di smalteria e lavorazione metalli.
Negli anni cinquanta alla lavorazione dei metalli si affianca la produzione dei primi elettrodomestici per la cottura, con la produzione, nel 1956 di “Elisabeth”, una delle prime cucine a gas dotate di accensione automatica, valvola di sicurezza nel forno e programmatore di cottura.
Negli anni sessanta le lavabiancheria aprono la produzione della gamma lavaggio, che sfocerà nel 1970 nella produzione della Niagara, prima lavastoviglie al mondo con una capienza di 14 coperti. Nel 1971 l'azienda inizia la produzione di piani cottura e forni da incasso. Il logo di Smeg viene creato nel 1977 da Franco Maria Ricci interpretando alcuni degli elementi distintivi dei primi prodotti in una sintesi che richiama la forma dell'infinito matematico. 
Nel corso del 2019 Smeg assume il controllo de "La Pavoni", storica azienda produttrice di macchine da caffè, con sede a San Giuliano Milanese. 
Al 2020 l'azienda conta 19 filiali in Francia, Regno Unito, Belgio, Spagna, Germania, Olanda, Paesi scandinavi, Portogallo, USA, Russia, Sud Africa, Ucraina; Australia, Kazakistan, Polonia, Messico, Hong Kong, Singapore e Cina.

## Design caratteristico di SMEG
Uno degli elementi più caratteristici del design SMEG è l'ispirazione agli anni '50, evidente in modelli come i frigoriferi della linea FAB, introdotta nel 1997. Questi elettrodomestici presentano linee morbide, angoli arrotondati, maniglie cromate di grandi dimensioni e una gamma cromatica che comprende classici colori pastello e tonalità più moderne. 

### Collaborazioni con designer e brand internazionali
SMEG ha consolidato il proprio stile grazie a collaborazioni con designer di fama mondiale. Tra le più celebri vi sono quelle con Guido Canali, che ha curato il design di alcuni modelli di elettrodomestici da incasso. 
Nel 2016 Smeg e Dolce&Gabbana presentano il progetto "Frigoriferi d'arte" realizzando cento frigoriferi unici dipinti a mano da artisti siciliani.

### Collezioni e materiali
L'azienda ha ampliato la propria gamma di prodotti mantenendo lo stile che la contraddistingue. Oltre ai frigoriferi della linea FAB, SMEG ha lanciato piccoli elettrodomestici coordinati, come bollitori, tostapane e impastatrici. I materiali utilizzati, tra cui l'acciaio smaltato e le superfici lucide o opache, contribuiscono a rafforzare l'identità visiva dell'azienda.

### Riconoscimenti e impatto culturale
SMEG ha ottenuto riconoscimenti nel settore del design industriale ed è diventato un simbolo di stile nel panorama internazionale. I suoi elettrodomestici sono spesso presenti in ambienti di lusso, set cinematografici e pubblicazioni di interior design, consolidando la percezione del marchio come sinonimo di eleganza e qualità.